# Başı Bozuk

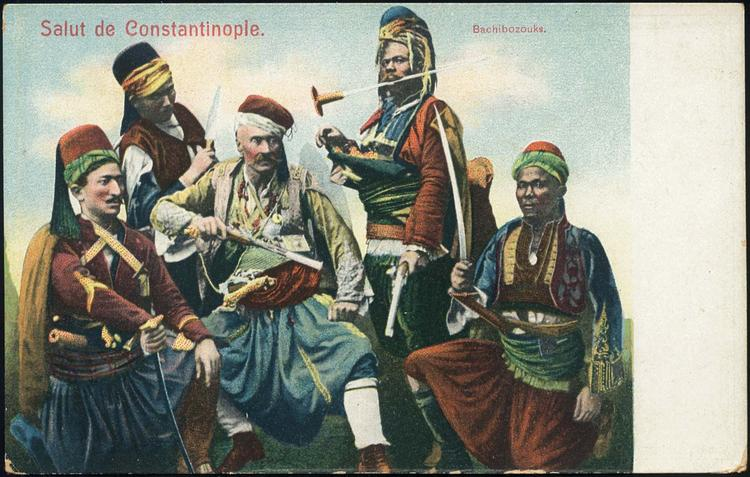
Başı Bozuk auf einer osmanischen Postkarte

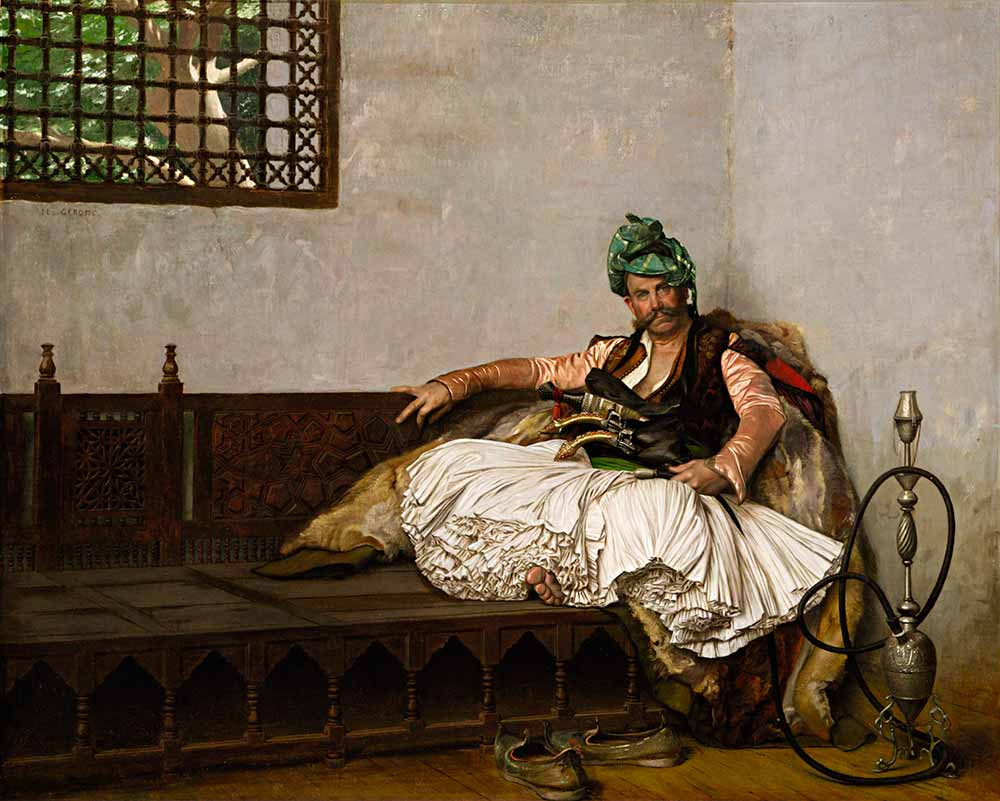
Ein Anführer der 'Başı Bozuk', Ölgemälde von Jean-Léon Gérôme aus dem Jahr 1881

Die Başı Bozuk (osmanisch باشی بوﺯق, auch Başıbozuk, Baschi-Bosuks) waren irreguläre Truppen des Osmanischen Reiches, die sich aus verschiedenen Bevölkerungsgruppen zusammensetzten. Der Begriff başıbozuk bedeutet sinngemäß übersetzt so viel wie „Führerlos“, „irreguläre (Truppen)“, „Freischärler“, wörtlich jedoch „kaputter Kopf“, „Gestörter“, „Verwirrter“.
Die Başı Bozuk waren die irregulären Soldaten des osmanischen Sultans, die keiner militärischen Regelung oder Vorschrift der osmanischen Armee unterlagen und somit frei nach ihrem eigenen Ermessen bestrafen und töten durften. Sie hatten daher weder offizielle Uniformen noch sonstige spezielle Abzeichen. Diese Truppen wurden oft dazu benutzt, um Aufstände niederzuschlagen; dementsprechend waren sie verhasst unter der (aufständischen) Zivilbevölkerung, bei der sie nicht selten äußerst brutal vorgingen, indem sie diese misshandelten und beraubten. Die mangelnde Disziplin und ihr auflehnendes Temperament machte es manchmal nötig, sie durch die regulären osmanischen Truppen zu entwaffnen.
Başı Bozuk begingen 1876 während des Aprilaufstandes das Massaker von Batak. In der westlichen Öffentlichkeit wurde das Vorgehen der osmanischen Truppen scharf kritisiert. Das Russische Kaiserreich nutzte die Ereignisse von Batak anlässlich des Russisch-Osmanischen Krieges für seine Kriegspropaganda. 
Unter den mit rund 65.000 Mann bezifferten Kriegern befanden sich unter anderem Tataren aus der Dobrudscha, Albaner, Tscherkessen aus dem Kaukasus oder auch Turkmenen und Kurden aus Ostanatolien. Die Baschi-Bosuks waren Freibeuter: Vom Staat bekamen sie Waffen und Proviant, jedoch keinen Sold. Sie versorgten sich über Raub, Plünderung und Brandschatzung, wozu sie vom Sultan legitimiert waren.
Eine ähnliche Erscheinung findet sich bei den indischen Pindari, die ebenfalls keinen Sold erhielten und von Plünderungen lebten.